# Dual (Unternehmen)
Das Unternehmen Dual wurde 1907 von den Gebrüdern Steidinger in St. Georgen im Schwarzwald gegründet. Dual war zeitweise der größte deutsche Hersteller von Plattenspielern und hatte zu seinen besten Zeiten 3500 Mitarbeiter.
Die Marke Dual gehört heute für den größten Teil Europas der Dual GmbH in Landsberg am Lech.

## Geschichte
Christian Steidinger (1873–1937) begann um 1900 in einer Werkstatt in St. Georgen mit der Fertigung von Kleinteilen für Uhren. Sein älterer Bruder Josef Steidinger (1867–1925) startete zur gleichen Zeit im Untergeschoss eines St. Georgener Gasthauses. Zum 1. Februar 1907 gründeten die Brüder in St. Georgen die Gebrüder Steidinger – Fabrik für Feinmechanik, in der man neben verschiedenen Uhrmacherwerkzeugen von Anfang an auch Grammophone mit Federantrieb herstellte. Mit zunächst 25 Mitarbeitern wurden die ersten Federwerke für Grammophone hergestellt.

### Steidinger / Dual (1911–1982)
1912 trennten sich die Brüder wieder. Nach dem Ersten Weltkrieg profitierte Christian Steidingers Unternehmen vom Aufschwung der Phonoindustrie und dem Bedarf an Laufwerken für Grammophone. 1927 präsentierte er die Kombination aus Federlaufwerk und Elektromotor, den Elektro-Feder-Motor, der Dual genannt wurde und später auch der Firma den Namen gab. Im Jahr 1933 überließ er aus gesundheitlichen Gründen seinen Söhnen die Firmenleitung; Oskar Steidinger († 1964) den kaufmännischen, Siegfried Steidinger den technischen Bereich. Sie wurden dabei unterstützt von ihren Brüdern Christian jun. († 1963; Werkzeug- und Maschinenkonstruktion), Richard († 1969, Montage), Erwin (Verkauf), und Kurt Anton (Einkauf), dem Ehemann ihrer jüngsten Schwester Otty. Ab Mitte der 1930er Jahre richtete sich der Fokus des Unternehmens verstärkt auf die Entwicklung und Fertigung der damals noch neuen elektrischen Plattenspieler.
Nach dem Zweiten Weltkrieg weitete sich die Produktpalette von Dual weiter aus, und es entstanden die ersten Plattenwechsler für Schellackplatten. Anfang der 1950er Jahre begann Dual sehr bald damit, Plattenspieler und Plattenwechsler für die neuartigen Mikrorillenplatten herzustellen. Mitte der 1950er Jahre folgten die ersten sogenannten Phono-Koffer mit eingebautem Verstärker und Lautsprecher. Der große Erfolg dieser Produkte bescherte dem Unternehmen, und damit auch der Stadt St. Georgen, ein rasantes Wachstum. Nach Werksneubauten in der ersten Hälfte der 1950er Jahre in St. Georgen eröffnete man 1956 in Meßkirch ein Zweigwerk. Es bestand bis zum Konkurs 1982. 1958 wurde im nahegelegenen Mönchweiler das Werk 3 und 1964 in St. Georgen das Werk 4 gegründet.
Anfang der 1960er Jahre entwickelte Dual mit dem Modell 1009 den ersten umfassend HiFi-tauglichen Plattenwechsler aus deutscher Fertigung und stieg auf Basis dieses Modells und der daraus abgeleiteten Weiterentwicklungen in der Folge dank einer umfangreichen Modellpalette zum größten deutschen Hersteller von Plattenspielern auf. Bis in die späten 1970er Jahre fand man zudem Dual-Plattenspieler in Musikschränken und Kompaktanlagen namhafter Hersteller wie Grundig, SABA, Wega, Rosita, ITT und zahlreichen anderen internationalen HiFi- und Tonmöbel-Herstellern.
Zum Jahreswechsel 1972/1973 übernahm Dual den (ursprünglich von Josef Steidinger  gegründeten und ebenfalls in St. Georgen angesiedelten) Mitbewerber Perpetuum-Ebner und festigte damit seine Marktposition nochmals entscheidend.
Die Produktpalette zu jener Zeit bestand aus
- den Einzel-Komponenten [Cx]: Plattenspieler [CS], Phonokoffer [p], Tonbandgeräte (CTG), Tuner [CT], Receiver [CR], Cassetten-Decks (C) (nach 1982 [CC]), (Voll-)Verstärker [CV] und Lautsprecher [CL].
- Zubehör, wie zum Beispiel Mikrofone [MC] und Kopfhörer [HD].
- In ihren Kompaktanlagen [KA] wurden meist Komponenten bestehender Produktionslinien verbaut. Außer Kompaktanlagen wurden auch Heimanlagen (HS) hergestellt; das waren Plattenspieler mit eingebautem Verstärker und Lautsprechern. Einige Geräte dieser Produktpalette stammten nicht aus der Eigenentwicklung von Dual, sondern wurden von namhaften OEM-Herstellern für Dual gefertigt. So waren die Tonbandgeräte-Chassis der CTG-Serie vom Zulieferer ITT Schaub-Lorenz, ebenfalls wurden u. a. Tuner und Receiver zum Teil von den Südfunkwerken in Waiblingen oder spätere Cassettendecks von Asahi aus Japan zugeliefert.
- Später kamen durch Zusammenarbeit mit SABA auch noch VHS-Videorekorder und CD-Spieler [CD] dazu. Zum 75-jährigen Jubiläum beschäftigte man rund 3500 Mitarbeiter[5][6] und fertigte in insgesamt 9 Werken bis zu 6000 Plattenspieler täglich. Darüber hinaus gab es auch Lizenzfertigungen in anderen Ländern wie etwa durch die Firma Bettor in Spanien.

Während das Unternehmen Anfang der siebziger Jahre noch ungebremst expandierte und z. T. mit zweistelligen Umsatzzuwächsen aufwarten konnte, wurde in der zweiten Hälfte der 1970er Jahre der Konkurrenzdruck größer. Insbesondere japanische Marken drängten erfolgreich auf den deutschen Markt. Dies ging zu Lasten einheimischer Hersteller, deren Produkte plötzlich als „altbacken“ galten.
Damit war die Dual-Firmenstrategie, die Produktpalette ab Anfang der siebziger Jahre sukzessive um Tuner, Verstärker, Receiver, Kassettendecks, Kompaktanlagen, Lautsprecher, Kopfhörer und Mikrofone zu erweitern, lebensgefährlich für das Unternehmen geworden: man entwickelte diese neuen Geräte nicht nur in Eigenregie, man fertigte auch jedes Einzelteil (teuer) im heimischen Schwarzwald. Firmenchef Edgar Steidinger hierzu: „Vom Abstandsbolzen bis zum Kunststoffteil machen wir alles selbst.“
So hatte die Firma Dual im Jahr 1977 nunmehr 3.800 Mitarbeiter in insgesamt neun Werken - zwei davon in Frankreich und Spanien. Noch nahmen Großkunden wie Grundig, ITT und Schneider immerhin ein Drittel der Produktion ab und sicherten damit das Geschäft.
Dann attackierte die fernöstliche Konkurrenz den traditionell hohen Dual-Marktanteil im Hauptexportbereich Nordamerika. Als Reaktion darauf begann Dual, japanische Endkundenpreise als Teil eines einkalkulierten, jedoch ruinösen, Verlustgeschäfts auch noch zu unterbieten.
Die Unternehmensführung glaubte indes, diese Verluste durch überhöhte Preise bei industriellen Großkunden wieder hereinholen zu könnten. Das funktionierte allerdings nicht: große amerikanische Stammkunden kündigten 1979 ihre Lieferverträge. Und Grundig kündigte seinen Abnahmevertrag mit Dual über jährlich 300.000 Plattenspieler.
Also brach der Dual-Umsatz binnen zwei Jahren um 50 Mio. DM (25,5 Mio. EUR) ein und die Hausbanken bangten um die 40 Mio. DM, die sie Dual bereits als Kredit gegeben hatten. Auf Druck der Banken übernahm ein ehemaliger Thomson-Brandt-Manager im April 1981 als Sanierer die Führung der Firma. Weder dies noch frisches Geld in Form von 20 Mio. DM der Eigentümerfamilie sowie weiteren 10 Mio. DM einer baden-württembergischen Landesbürgschaft konnten jedoch das Anwachsen der Firmenschulden auf 180 Mio. DM (92 Mio. EUR) verhindern.
Mitte November 1981 weigerten sich die Hausbanken, das Sanierungskonzept der Firma durch neuerliche Kredite zu unterstützen. Firmenchef Edgar Steidinger schied am 23. November 1981 aus der Firma aus. Am 26. November 1981 musste Dual alle Zahlungen einstellen, Gehälter und Weihnachtsgelder konnten nicht mehr ausgezahlt werden. Anfang Dezember 1981 übernahm ein Zwangsverwalter die Geschäftsführung bei Dual.
Infolge der Insolvenz der „Produktionsfirma“ gingen 700 von 1.800 Arbeitsplätzen in der Stadt St. Georgen verloren. Nicht betroffen hiervon war die ebenfalls 1972 gegründete „Besitzfirma“: die dort versammelten Grundstücke und Gebäude fielen nicht in die Konkursmasse, sondern blieben Teil des Steidinger-Familienvermögens.

### Perpetuum / Perpetuum-Ebner (1911–1972)
Josef Steidingers Zusammenarbeit mit seinem Bruder Christian (s. o.) blieb Episode, bereits 1911 trat Josef aus der gemeinsamen Firma wieder aus und wurde in Federlaufwerken ausgezahlt. Er gründete nur wenige Straßen entfernt sein eigenes Unternehmen, die Perpetuum Schwarzwälder Federmotoren und Automatenwerke. 1920 trat Josef mit Aufnahme der Produktion von Grammophonen in Wettbewerb zu seinem Bruder. Als Josef 1925 starb, wurde Perpetuum von seinen Söhnen Hermann und Arthur sowie der Tochter Hermine Steidinger weitergeführt. Die Firma wurde in Perpetuum – Spezialfabrik für Sprechmaschinenlaufwerke, Steidinger & Co. KG, St. Georgen / Schwarzwald umbenannt.
1936 heiratete Hermine Steidinger den Cannstatter Entwickler und Fabrikanten Albert Ebner (1891–1956). Nach der Heirat wurde die Firma in Perpetuum - Ebner, Fabrik für Feinmechanik und Elektrotechnik, Steidinger & Co. KG (PE) umbenannt.
Gleich wie Dual expandierte auch PE nach dem Zweiten Weltkrieg und hatte Ende der 1960er Jahre rund 1400 Beschäftigte. 1971 wurde die ins Schlingern gekommene Firma von Dual übernommen.

### Dual (seit 1982)
Dual wurde von der französischen Thomson-Gruppe, die u. a. die Marken Telefunken, SABA und Nordmende hielt, übernommen. Von den noch bestehenden 2000 Arbeitsplätzen blieben nur 650 übrig. Die von Thomson eingeleitete Positionierung von Dual als deutschem Hifi-Spezialisten schlug trotz innovativer Produkte wie dem ersten in Deutschland gefertigten CD-Spieler nicht ein und das Unternehmen ging im Jahr 1988 an die Schneider Rundfunkwerke AG. Die in der ersten Hälfte der achtziger Jahre erschienene Compact Disc bedrängte in den Folgejahren immer mehr die Schallplatte und somit auch den Plattenspieler am Markt.
Der Schneider-Konzern behielt die Produktpalette bei und ergänzte sie um Fernsehgeräte aus eigener Fertigung. In St. Georgen wurden nur noch Plattenspieler produziert. Alle anderen Geräte wie Tuner, Verstärker, Receiver, Kassettengeräte und Mini- oder Midianlagen stammten von Zulieferern wie Rotel und Inkel.
Nach Umstrukturierungen wurde der Standort St. Georgen 1993 endgültig aufgegeben und die Plattenspielerfertigung vor Ort nur noch als Montagebetrieb durch die Fa. Alfred Fehrenbacher weitergeführt.
Schneider konzentrierte sich in jenen Jahren völlig auf ein Laser-TV-Projekt und veräußerte die Traditionsmarke, die nach einem kurzen Aufschwung nach der Wiedervereinigung nunmehr wieder rote Zahlen lieferte, 1994 an die Karstadt AG. Die Nutzungsrechte am Markennamen für analoge Plattenspieler behielt sich Schneider allerdings zurück.
Die Karstadt AG versuchte mit Dual als Eigenmarke ab 1995/96 mit einem neuen Programm (ohne Plattenspieler) und einem leicht veränderten Logo diverse Geräte der Unterhaltungselektronik über seine Kaufhaus- und Handelsketten zu vertreiben. Diese Geräte zeichneten sich durch ein besonderes Design („Retrofuturismus“) aus.
Allerdings hatte dieses Projekt wenig Erfolg. 2004 verkaufte die mittlerweile umfirmierte KarstadtQuelle AG die Nutzungsrechte der Marke Dual für Europa an Linmark Electronics Ltd. Für den asiatischen und pazifischen Raum sowie für Nordamerika gingen die Rechte an die Namsung Corp. in Südkorea, die dann als Tochterunternehmen die Dual Electronics in Florida gründete.
Nachdem Linmark Electronics Ltd. im Juli 2009 Insolvenz angemeldet hatte, erwarb die Dual GmbH mit Sitz in Fuchstal bei Landsberg am Lech (bis Ende 2019 als DGC firmierend) vom Insolvenzverwalter die Markenrechte für Europa. Die Dual GmbH produziert heute neben Plattenspielern auch noch zahlreiche weitere Audio-Produkte, insbesondere DAB+- und Internetradios. Das Flaggschiff bei den Plattenspielern ist der Primus Maximus, der in Einzelfertigung in Deutschland hergestellt wird.
Die Dual GmbH meldete am 15. November 2022 Insolvenz an. Im März 2023 wurde gemeldet, dass ein nicht näher genanntes Investorenkonsortium das Unternehmen übernommen hat.

### Dual Phono GmbH (seit 1993)
Die Fertigungsstraße und die Produktpalette der analogen Dual-Plattenspieler wurden 1993 von der Alfred Fehrenbacher GmbH, ebenfalls in St. Georgen ansässig, übernommen. 2002 und 2007 erwarb Alfred Fehrenbacher Lizenzrechte zur Verwendung des Markennamens Dual für die von ihm hergestellten Plattenspieler von den jeweiligen Rechte-Inhabern.
Die hierfür gegründete Dual Phono GmbH, eine Tochtergesellschaft der Alfred Fehrenbacher GmbH, ließ von dieser bis 2023 analoge Plattenspieler herstellen. Die dafür notwendige Lizenz zur Nutzung des Namens Dual wurde nicht verlängert. Die in St. Georgen hergestellten Plattenspieler werden kaum verändert nun unter dem Markennamen Rekkord vertrieben.
Dual lässt nun in Deutschland entwickelte, hochwertige Plattenspieler in China vom taiwanesischen Plattenspielerspezialisten Hanpin produzieren. Die Produktpalette wird ständig erweitert und umfasst mit dem Dual CS 618Q nun auch ein mit einem quarzstabilisierten elektronischen Direktantrieb und einer berührungslosen Endabschaltung ausgestattetes Gerät.

Altes Dual-Logo
Neueres Dual-Logo
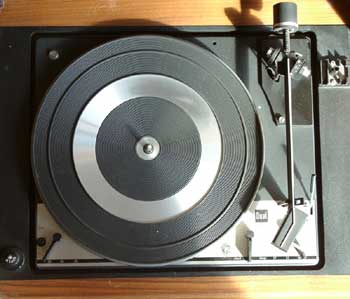
Dual-Plattenspieler Modell 1215 aus den frühen 1970er Jahren
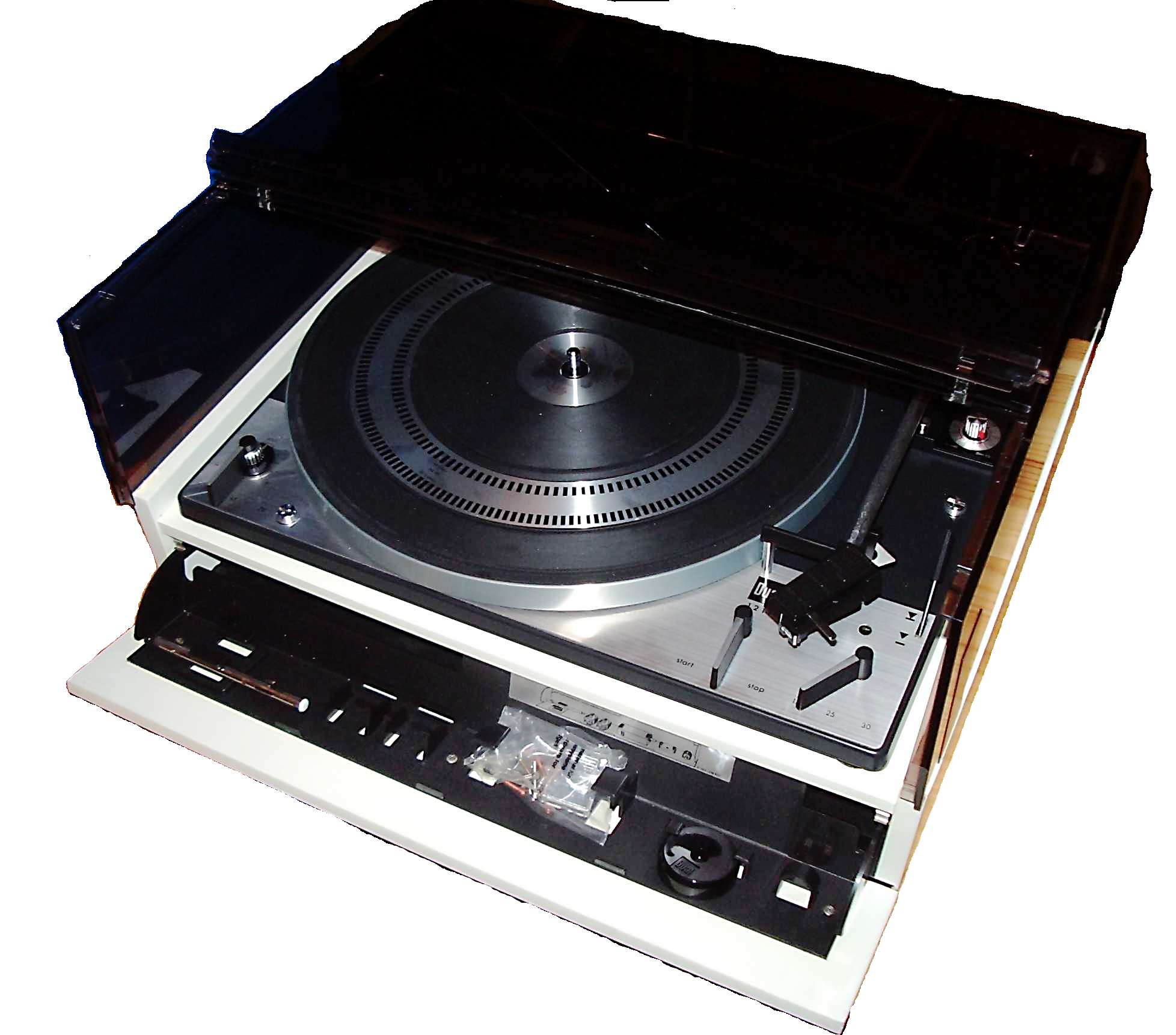
Dual 1219 mit geöffneter Geheimfach-Zarge für Zubehörteile, um 1972
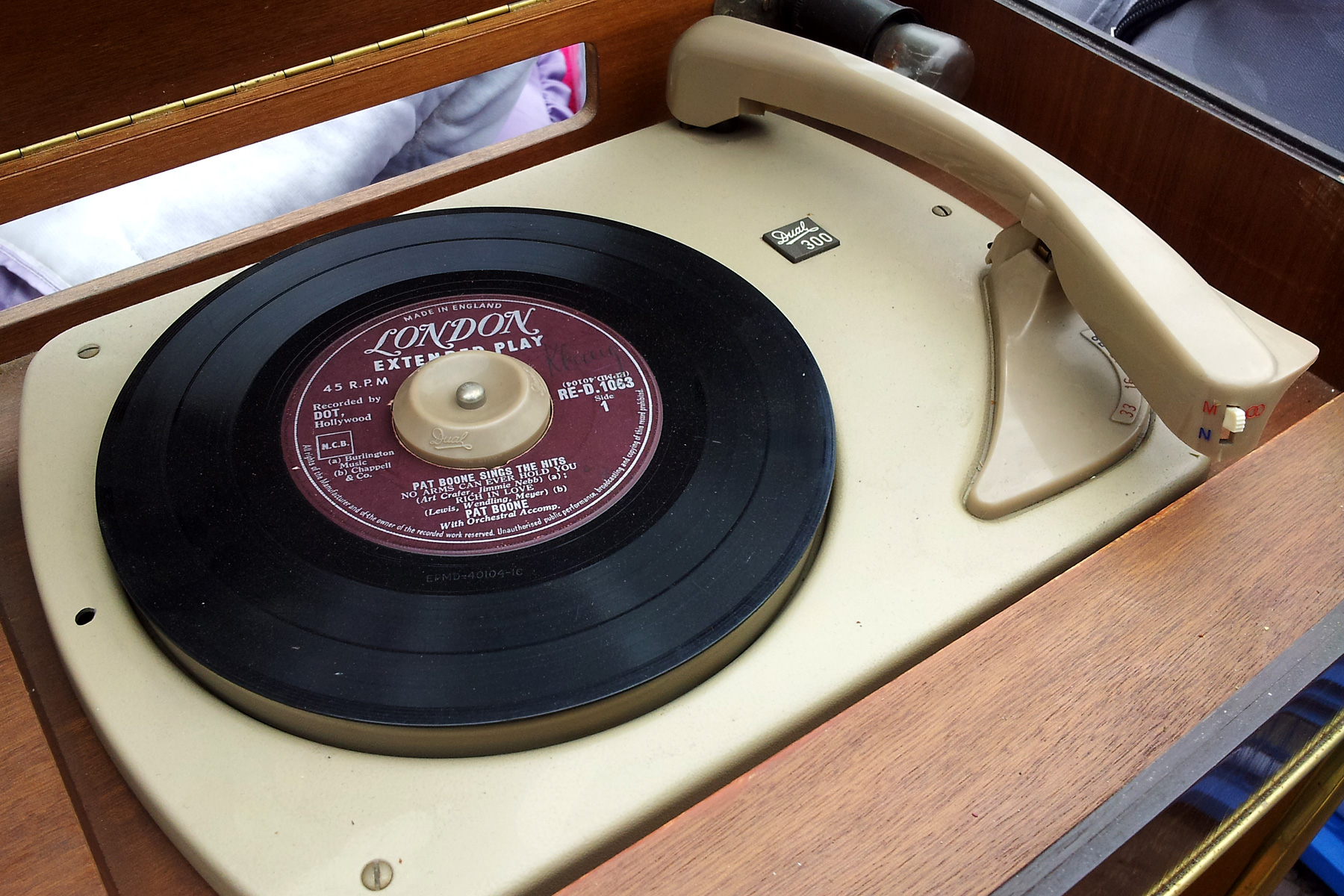
Dual 300 mit 16/min, 33/min, 45/min und 78/min, eingebaut in ein Wega-Radiogerät (1950er Jahre)
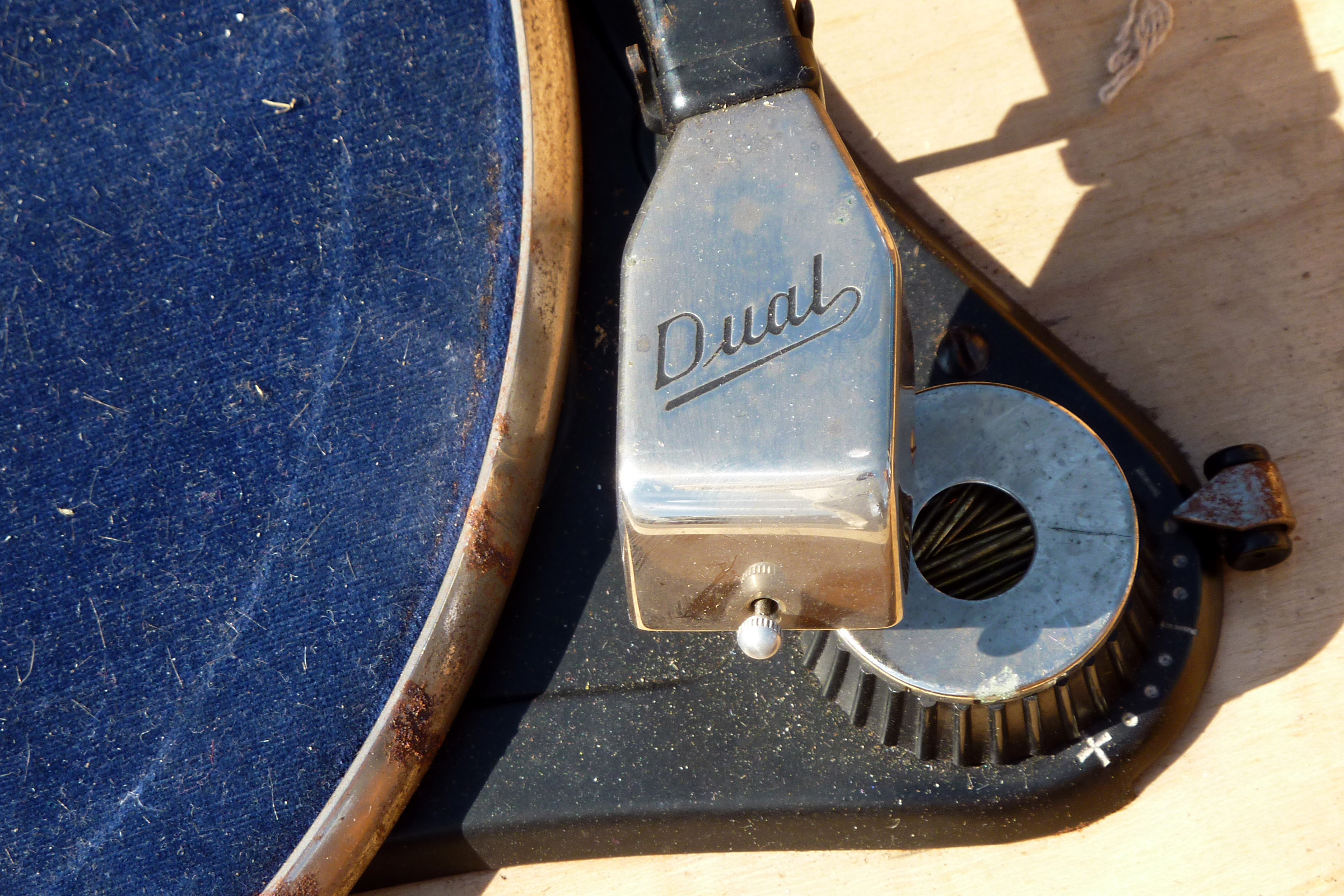
Dual Tonabnehmer mit Stahlnadel zur Abtastung, rechts der eingebaute Vorratsbehälter mit Ersatznadeln
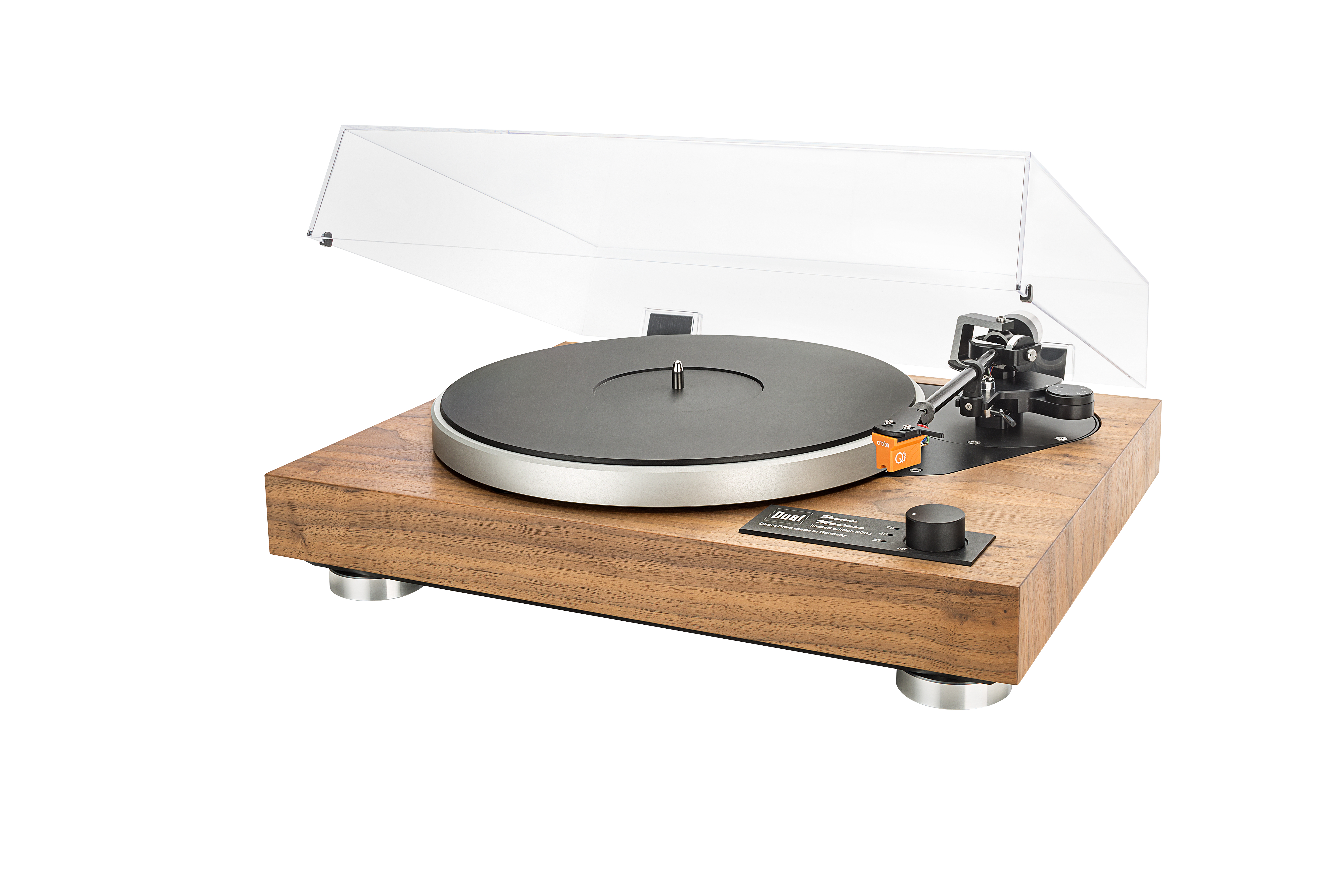
Plattenspieler Dual Primus Maximus (2019)
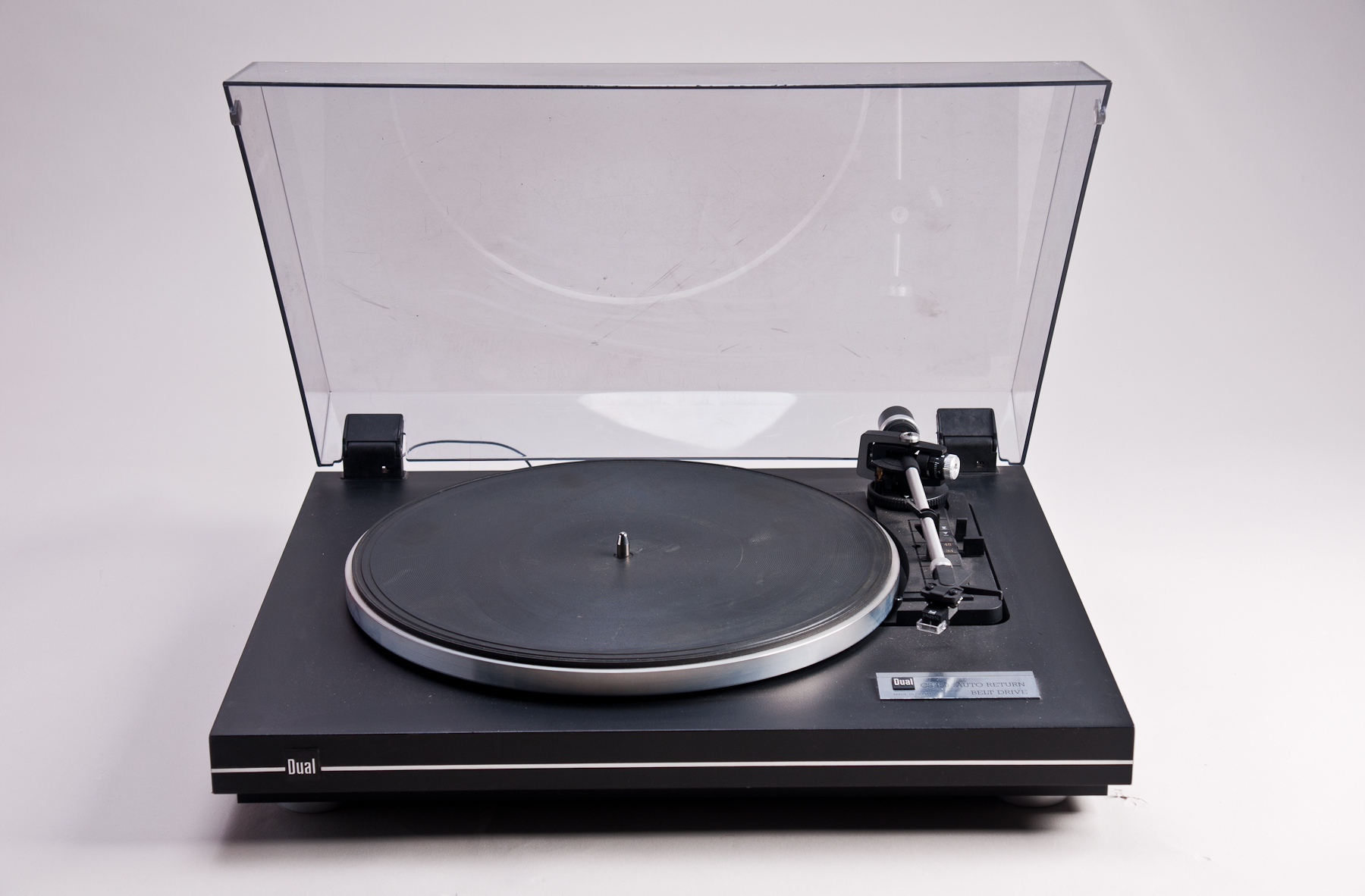
Dual CS450 record player (1989)

## Aktuell
Derzeit sind im europäischen Raum Dual-Produkte der Dual GmbH und der Alfred Fehrenbacher GmbH erhältlich. Das Produktsortiment der Dual GmbH beinhaltet heute neben Plattenspielern auch Digital- und Internetradios.

## Sonstiges
Dual hatte einen herstellerspezifischen Standard für die Tonarmbefestigung, siehe Tonarm#TK.